# HDRC
HDRC (englisch High Dynamic Range CMOS) ist eine neue Technologie im Bereich von CMOS-Bildsensoren. HDRC-Sensoren sind besonders leistungsfähig beim Einsatz unter extremen Lichtbedingungen (Über- und Unterbelichtung) wie auch bei starkem Gegenlicht. Im Gegensatz zu konventionellen CMOS-Sensoren und CCD-Sensoren ist die Ausgangsspannung von HDRC-Sensoren keine lineare Funktion der Lichtintensität, sondern eine logarithmische Funktion der Intensität. Dieses Verhalten ähnelt der Empfindlichkeit des menschlichen Auges (Weber-Fechner-Gesetz).
In HDRC-Kameras wird für jeden Bildpunkt (Pixel) das lichtempfindliche Element (eine Fotodiode) mit einem CMOS-Feldeffekttransistor kombiniert, um ein der Lichtintensität proportionales Signal zu erhalten. Da die Kennlinie der Logarithmierung von Bildpunkt zu Bildpunkt schwankt (Offsetspannung), muss ein Korrekturbild einer gleichmäßig hellen Fläche vom eigentlichen Bild subtrahiert werden. Dieser Vorgang ist ähnlich der Weißbild-Korrektur bei herkömmlichen Bildsensoren, wegen des logarithmischen Zusammenhangs wird beim HDRC-Sensor jedoch subtrahiert statt dividiert.
HDRC-Sensoren sind beispielsweise für Schwarzweiß-Überwachungskameras und für Anwendungen im Straßenverkehr sehr gut geeignet (unempfindlich gegen Blendung durch Scheinwerfer).

## Markenzeichen
HDRC ist als Europäische Gemeinschaftsmarke Nr. 000679118 Klasse 9 beim „Harmonisierungsamt für den Binnenmarkt (Marken, Muster und Modelle)“ eingetragen. Markeninhaber ist das Institut für Mikroelektronik in Stuttgart.